# 伯岑

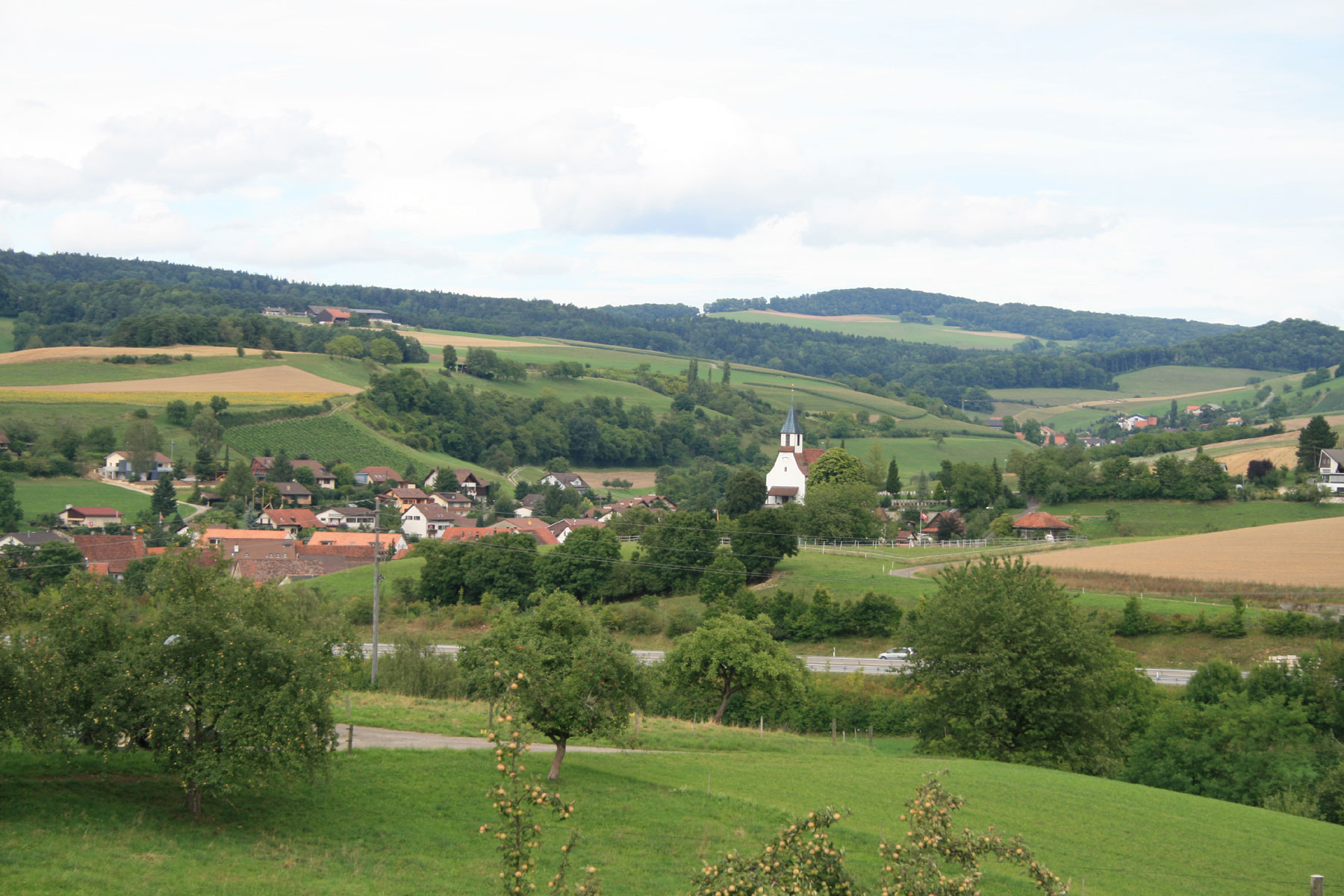

伯岑是瑞士的城鎮，位於該國北部，由阿爾高州負責管轄，面積3.95平方公里，海拔高度407米，2012年人口727，六成人口信奉基督教，人口密度每平方公里184人。